# اچ‌ام‌اس هورو (۱۸۰۰)
اچ‌ام‌اس هورو (۱۸۰۰) (به انگلیسی: HMS Heureux (1800)) یک کشتی بود.